# Milin (województwo dolnośląskie)
Milin (niem. Fürstenau) – wieś (dawniej miasto) w Polsce położona w województwie dolnośląskim, w powiecie wrocławskim, w gminie Mietków.
Milin uzyskał lokację miejską przed 1293 rokiem, zdegradowany w 1314 roku.

## Demografia
Według Narodowego Spisu Powszechnego (III 2011 r.) liczył 414 mieszkańców. Jest trzecią co do wielkości miejscowością gminy Mietków.

## Położenie
Wieś położona na równinie wrocławskiej, w obszarze Parku Krajobrazowego "Doliny Bystrzycy". 

## Nazwa
Pierwotna nazwa miejscowości Strose (Stróża) oznaczała strażnicę, niemiecka nazwa Fürstenau po polsku znaczy książęca niwa, obecna nazwa nadana w roku 1945 wywodzi się od przymiotnika miły.
- 1254 r. - Strose
- 1297 r. - Fürstenow
- 1298 r. - Furstenowe
- 1299 r. - Furstinowe
- 1300 r. - Wirstnow
- 1318 r. - Wurstenow
- 1326 r. - Furstenau
- 1666 r. - Fürstenau
- 1795 r. - Fuerstenau
- XVII wiek - podział na Nieder (Dolny) i Ober (Górny) Fürstenau (Milin)

## Historia
Pierwsze informacje dotyczące Milina pojawiły się w dokumentach Henryka III (księcia wrocławskiego) i Bolka (księcia świdnickiego), w których był traktowany jako miasto targowe. Po 1299 stracił prawa miejskie na rzecz Kątów Wrocławskich. 
W latach 1765–1766 utworzono parafię ewangelicką. Przy wsparciu właściciela Milina, Henryka, księcia pruskiego, wybudowano konstrukcję szkieletową kościoła ewangelickiego, rozbudowanego następnie w latach 1902–1904 i zniszczonego po wojnie. Znaczna część wsi spłonęła na skutek pożaru w 1824.
W latach 1975–1998 miejscowość administracyjnie należała do województwa wrocławskiego.

## Zabytki
Do wojewódzkiego rejestru zabytków wpisane są:
- Kościół św. Michała Archanioła w Milinie, parafialny z początku XIV w. przebudowywany w XX w., Orientowany, murowany, jednonawowy, z wieżą od zachodu, prezbiterium nakrytym dwuprzęsłowym sklepieniem krzyżowo-żebrowym. Wzniesiony na początku XIV wieku, prezbiterium w XV wieku. W czasie wojny trzydziestoletniej został zniszczony przez pożar. Spłonął dach i zawaliło się sklepienie. Ocalały jedynie mury magistralne oraz sklepienia prezbiterium i zakrystii. Z tego powodu wierni przez ponad 30 lat chodzili do kościoła w Maniowie Wielkim. Korpus kościoła przebudowano w latach 1677–1679 (nowy dach i strop w nawie), wystawiono także kaplicę Św. Krzyża. W kaplicy południowej zachował się klasycystyczny ołtarz, a w zakrystii srebrna monstrancja z połowy XVIII wieku. W murze kościelnym figura Piety wykonana z piaskowca w 1730.

- zespół pałacowy, z XVII-XVIII w.:
  - pałac-dwór, renesansowy z początków XVII wieku, pierwotnie otoczony fosą, został przebudowany w latach 1749–1750 i w XIX wieku. Murowany, trójskrzydłowy, zbudowany na planie podkowy, dwutraktowy i dwukondygnacyjny, pokryty jest dachami dwuspadowymi. Portal wejściowy na osi elewacji frontowej oflankowany (otoczony) jest pilastrami podtrzymującymi gzyms i kamienne wazony. Niegdyś mieściła się w nim szkoła podstawowa, a obecnie mieszkania prywatne. Budynek jest własnością gminy Mietków. W 2008 roku dokonano wymiany wszystkich belek stropowych oraz pokrycia dachowego
  - park

inne zabytki:
- pomnik św. Jana Nepomucena, barokowa figura z 1733 roku stojąca na trójbocznym cokole przy kościele pw. św. Michała Archanioła. Z jednej strony cokołu przedstawiona jest scena spowiedzi królowej Zofii, a z drugiej, zrzucenie Jana Nepomucena z mostu do Wełtawy. Z przodu tablica inskrypcyjna z napisem po łacinie głosi: Świętemu Janowi Nepomucenowi z uwielbienia wzniósł pobożny Piotr Beker. Na cokole herby rodów von: Petrasch i Becker, fundatorów pomnika[7]
- trzy pomniki
- gorzelnia w ruinie
- kościół ewangelicki w ruinie